# Małka Arda (rzeka)
Małka Arda (bułg. Малка Арда) – rzeka w południowej Bułgarii, w obwodzie Smolan.
Źródło mieści się w środkowych Rodopach, pod szczytem Czerkownija wrych, uchodzi do Ardy. Rzeka ma 40,8 km długości, średni przepływ (mierzony w Banite) wynosi 2,50 m³/s..